# Heritiera simplicifolia
Heritiera simplicifolia là một loài thực vật có hoa trong họ Cẩm quỳ. Loài này được (Mast.) Kosterm. mô tả khoa học đầu tiên năm 1959.